# Australosomus
Australosomus es un género extinto de peces actinopterigios prehistóricos. Fue descrito por Pivetau en 1930.
Vivió en Canadá, Madagascar y los Estados Unidos.

## Fósiles

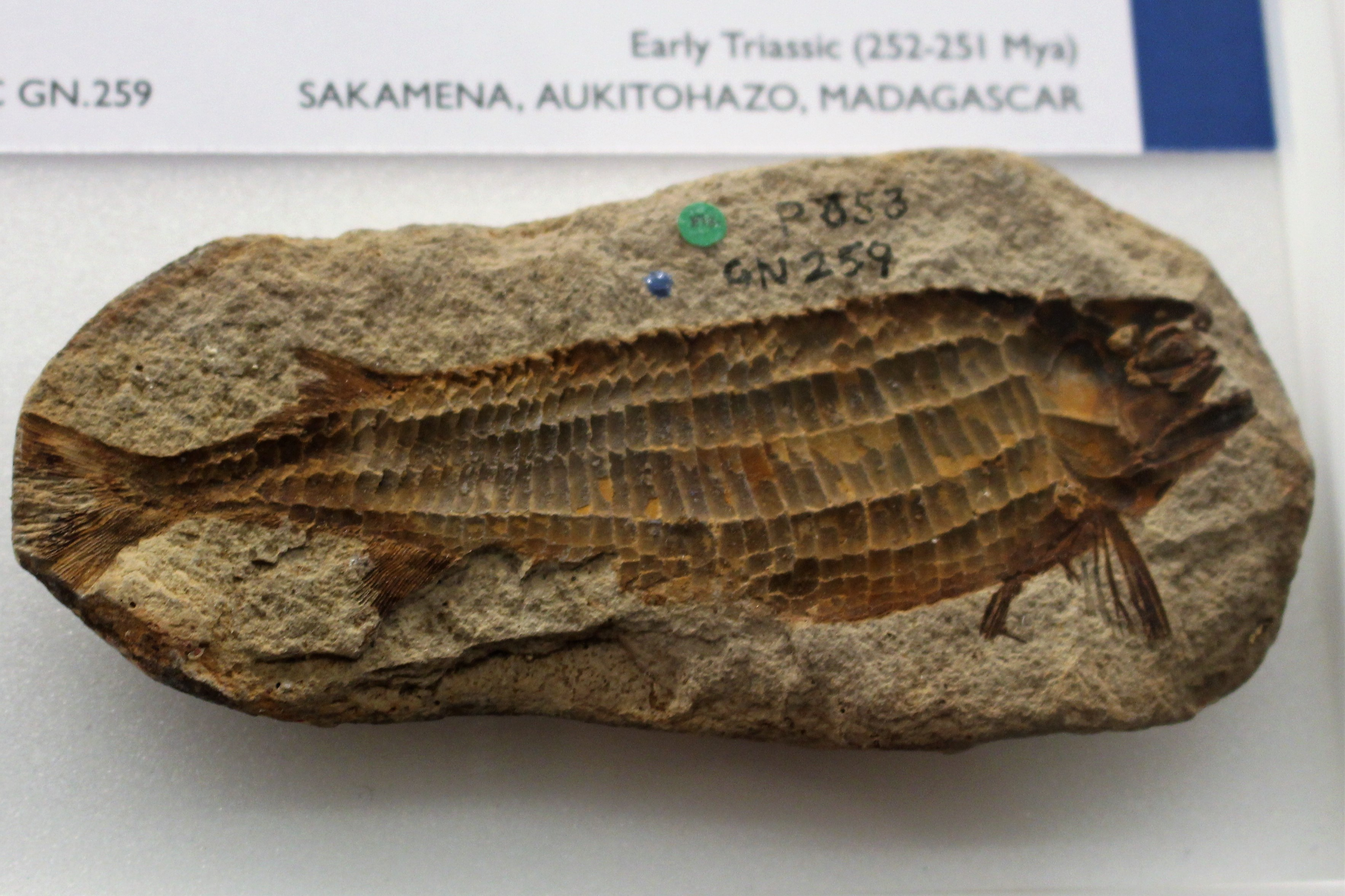
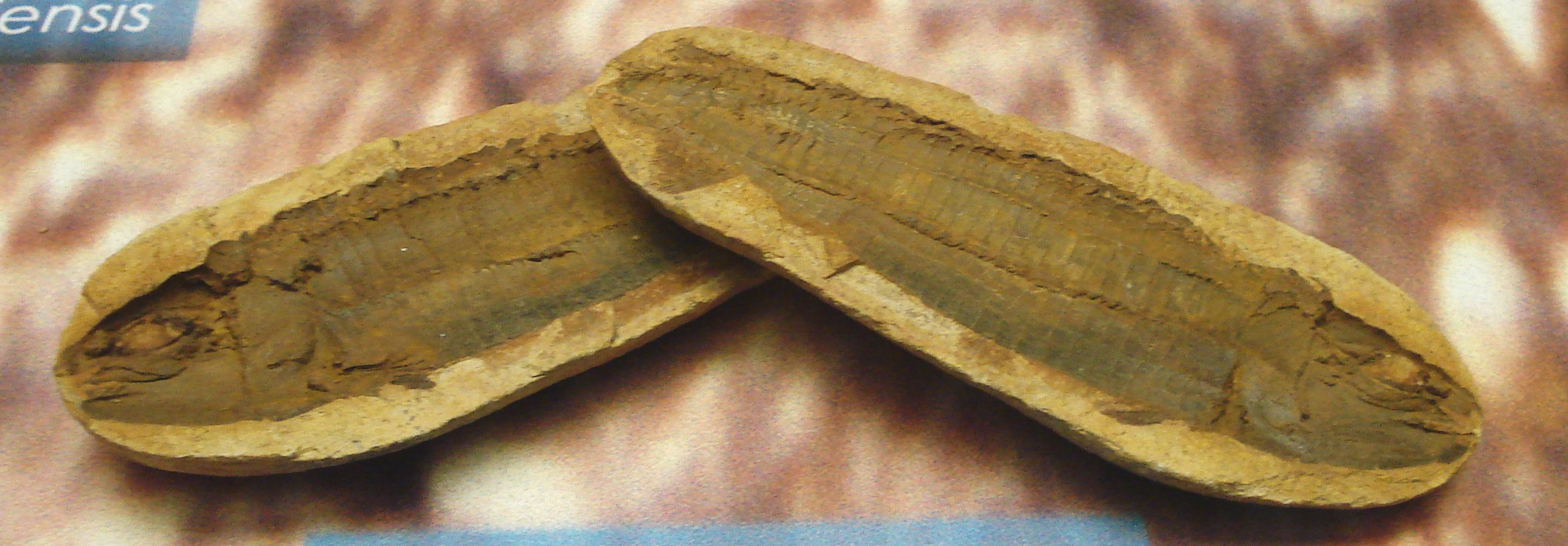
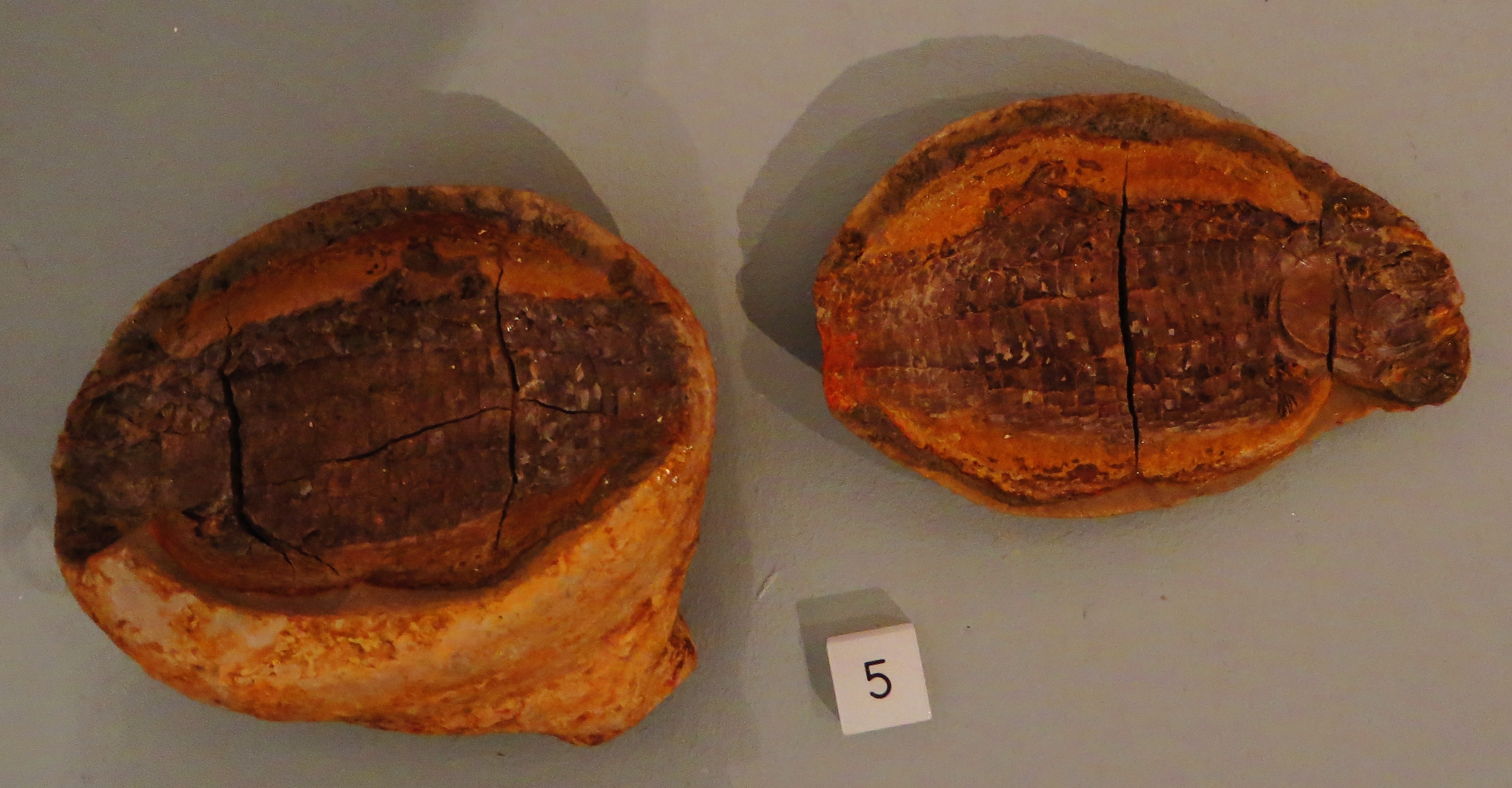